# Gabriel Sigua
Gabriel Sigua (in georgiano გაბრიელ სიგუა?; Rustavi, 30 giugno 2005) è un calciatore georgiano, attaccante del Basilea e della nazionale georgiana.

## Carriera

### Club
Sigua è cresciuto nel settore giovanile della Dinamo Tbilisi, con cui ha debuttato il 7 agosto 2022 nell'incontro di Sakartvelos tasi vinto 2-1 contro il Samt'redia. Il 4 marzo 2023 ha segnato il suo primo gol, nell'incontro di Erovnuli Liga vinto 4-0 sempre contro il Samdtredia.
Il 25 luglio 2023 è stato acquistato a titolo definitivo dal Basilea.

### Nazionale
Ha giocato nelle nazionali giovanili georgiane Under-16, Under-17, Under-18 ed Under-21.
Il 25 marzo 2023 ha debuttato con la nazionale maggiore georgiana nell'incontro amichevole vinto 6-1 contro la Mongolia. Pochi mesi dopo ha partecipato con la Georgia Under-21 al campionato europeo di categoria.
Il 24 maggio 2024 è stato convocato dalla nazionale maggiore per disputare il campionato europeo in sostituzione di Jaba K'ank'ava.

## Statistiche

### Presenze e reti nei club
Statistiche aggiornate al 19 giugno 2024.
| Stagione        | Squadra         | Campionato      | Campionato | Campionato | Coppe nazionali | Coppe nazionali | Coppe nazionali | Coppe continentali | Coppe continentali | Coppe continentali | Altre coppe | Altre coppe | Altre coppe | Totale | Totale | Totale |
| Stagione        | Squadra         | Comp            | Pres       | Reti       | Comp            | Pres            | Reti            | Comp               | Pres               | Reti               | Comp        | Pres        | Reti        | Pres   | Reti   |        |
| --------------- | --------------- | --------------- | ---------- | ---------- | --------------- | --------------- | --------------- | ------------------ | ------------------ | ------------------ | ----------- | ----------- | ----------- | ------ | ------ | ------ |
| 2022            | Dinamo Tbilisi  | EL              | 9          | 0          | CG              | 3               | 0               |                    | -                  | -                  |             | -           | -           | 12     | 0      |        |
| 2023            | Dinamo Tbilisi  | EL              | 16         | 3          | CG              | 0               | 0               | UCL                | 2                  | 0                  | SG          | 1           | 1           | 19     | 4      |        |
| 2023-2024       | Basilea         | SL              | 17         | 3          | CS              | 1               | 0               |                    | -                  | -                  |             | -           | -           | 18     | 3      |        |
| Totale carriera | Totale carriera | Totale carriera | 42         | 6          |                 | 4               | 0               |                    | 2                  | 0                  |             | 1           | 1           | 49     | 7      |        |

### Cronologia presenze e reti in nazionale
| Cronologia completa delle presenze e delle reti in nazionale ― Georgia | Cronologia completa delle presenze e delle reti in nazionale ― Georgia | Cronologia completa delle presenze e delle reti in nazionale ― Georgia | Cronologia completa delle presenze e delle reti in nazionale ― Georgia | Cronologia completa delle presenze e delle reti in nazionale ― Georgia | Cronologia completa delle presenze e delle reti in nazionale ― Georgia | Cronologia completa delle presenze e delle reti in nazionale ― Georgia | Cronologia completa delle presenze e delle reti in nazionale ― Georgia |
| Data                                                                   | Città                                                                  | In casa                                                                | Risultato                                                              | Ospiti                                                                 | Competizione                                                           | Reti                                                                   | Note                                                                   |
| ---------------------------------------------------------------------- | ---------------------------------------------------------------------- | ---------------------------------------------------------------------- | ---------------------------------------------------------------------- | ---------------------------------------------------------------------- | ---------------------------------------------------------------------- | ---------------------------------------------------------------------- | ---------------------------------------------------------------------- |
| 25-3-2023                                                              | Tbilisi                                                                | Georgia                                                                | 6 – 1                                                                  | Mongolia                                                               | Amichevole                                                             | -                                                                      | 64’                                                                    |
| 12-10-2023                                                             | Batumi                                                                 | Georgia                                                                | 8 – 0                                                                  | Thailandia                                                             | Amichevole                                                             | -                                                                      | 58’                                                                    |
| Totale                                                                 |                                                                        | Presenze                                                               | 2                                                                      |                                                                        | Reti                                                                   | 0                                                                      |                                                                        |

## Palmarès
- Campionato svizzero: 1

Basilea: 2024-2025
- Coppa Svizzera: 1

Basilea: 2024-2025